# Detox Icunt
Deandra Sanderson, conocida por su nombre artístico Detox o Detox Icunt, es una artista drag de Estados Unidos. Fue semifinalista de la quinta temporada de Rupaul's Drag Race en 2012.

## Carrera
Su ascenso a la fama empezó cuando apareció en los videos de Kesha y Rihanna. Pero no fue que logró fama internacional al formar parte del elenco de Rupaul Drag Race temporada 5.
Su paso por Drag Race temporada 5 contó con grandes momentos como su anuncio para la fragancia HEROIN, su papel como Clocky The Rooster así como su amistad con Alaska y Roxxxy Andrews en el icónico trío ROLASKATOX.

## Filmografía

### Televisión
| Year | Title                                  | Role    | Notes                      |
| ---- | -------------------------------------- | ------- | -------------------------- |
| 2013 | RuPaul's Drag Race                     | Herself | Temporada 5 (4.º lugar)    |
| 2013 | RuPaul's Drag Race: Untucked           | Herself | Temporada 5 (4.º lugar)    |
| 2013 | NewNowNext Awards                      | Herself |                            |
| 2014 | Drag Queens of London                  | Herself | Episodio 2                 |
| 2015 | Skin Wars                              | Herself |                            |
| 2016 | RuPaul's Drag Race All Stars           | Herself | Temporada 2 (Participante) |
| 2017 | Gay for Play Game Show Starring RuPaul | Herself |                            |
| 2018 | Botched                                | Herself | Temporada 4, episodio 19   |
| 2023 | Drag Me to Dinner                      | Herself | Hulu original              |

### Apariciones en videos musicales
| Año  | Canción                               | Director         |
| ---- | ------------------------------------- | ---------------- |
| 2008 | " Paranoia "(Rihanna)                 | Anthony Mandler  |
| 2008 | " Undead "(No-muertos de Hollywood)   | Jonas Akerlund   |
| 2010 | "Traidor"(Kesha)                      |                  |
| 2010 | "Miami"(Potros)                       |                  |
| 2010 | " Take It Off "(Versión 2) (Kesha)    | FLACO            |
| 2010 | " Sleazy Remix 2.0 "(Kesha)           | Nicolás Goossen  |
| 2011 | " S&M "(Rihanna)                      | Melina Matsoukas |
| 2012 | "Gimme all your blood"(Jackie Beat)   | austin joven     |
| 2012 | "Noche de graduación"(Jeffree Star)   | robby starbucks  |
| 2013 | " Applause "(Lyric video) (Lady Gaga) | Lady Gaga        |
| 2015 | "Love Slave"(Perla)                   | Miguel Serrato   |
| 2015 | "Hieeee"(Alaska Thunderfuck)          | ben simkins      |
| 2018 | "Juice"(Lizzo)                        | pete williams    |
| 2020 | " Nerves of steel "(Erasure)          | brad martillo    |
| 2020 | "Cum"(Brooke Candy ft.Iggy Azalea)    | Dejan Jovanovic  |